# Ricchi d'amore 2
Ricchi d'amore 2 (Ricos de Amor 2)  è un film del 2023 diretto da Bruno Garotti.
È il sequel del film del 2020 Ricchi d'amore.

## Trama
Quando Paula decide di lasciare Rio de Janeiro per ricominciare a fare la volontaria in Amazzonia, Teto escogita un piano per seguirla creando una situazione di grande confusione.

## Distribuzione
Il film è stato distribuito sulla piattaforma Netflix a partire dal 2 giugno 2023.